# Alyssum bargalense
Alyssum bargalense är en korsblommig växtart som beskrevs av Kiril Micevski. Alyssum bargalense ingår i släktet stenörter, och familjen korsblommiga växter. Inga underarter finns listade i Catalogue of Life.